# Indien
 For alternative betydninger, se Indien (flertydig). (Se også artikler, som begynder med Indien)
Indien, officielt Republikken Indien (भारत गणराज्य (IAST: Bhārat Gaṇarājya); engelsk: Republic of India), er en suveræn stat i den sydlige del af Asien, hvor landet udgør hovedparten af det indiske subkontinent. Indien grænser op til Pakistan, Kina, Nepal, Bhutan, Bangladesh og Myanmar og har søgrænser til Maldiverne, Sri Lanka og Indonesien. Indien har ligeledes en omdiskuteret grænse til Afghanistan.
Indien er verdens mest befolkede land og er det største demokrati med mere end 1 milliard mennesker og flere end 100 forskellige sprog. Den indiske økonomi er den fjerdestørste i verden set i forhold til købekraften.
Det overvejende hinduistiske Indien blev uafhængig fra Storbritannien i 1947, samtidig med at det muslimske Pakistan blev udskilt fra kronkolonien Indien. Adskillelsen af de to stater betød, at nogle af de mange millioner, der kom til at bo i en stat, som bekendte sig til en anden tro end deres egen, ønskede at bosætte sig i den anden stat. Disse folkevandringer kostede mange menneskeliv. Indien og Pakistan har også gentagne gange været i krig over den delte Kashmir-provins.
Indiens nationale sprog er primært hindi og engelsk, der er de sprog, regeringen kommunikerer på. Derudover er på delstatsniveau en række forskellige sprog anerkendt, herunder bengali, telugu, marathi, punjabi, urdu, tamil, gujarati, kannada og malayalam.

## Etymologi
Landets navn er afledt af navnet på floden Indus. Den indiske grundlov anerkender også Bharat som det officielle navn, på linje med Indien. På de forskellige indiske sprog er navnet Bharat det mest almindelige. Ofte er Hindustan brugt som synonym for hele Indien. Historisk henviste Hindustan, som er persisk for "hinduernes land", kun til Nordindien.

## Geografi
Indien har et areal på 3.287.263 km², hvilket arealmæssigt gør det til verdens syvendestørste land. Det nordlige Indien omfatter en del af bjergkæden Himalaya. Landet har grænser mod Pakistan (2.912 km), Folkerepublikken Kina (3.380 km), Nepal (1.690 km), Bhutan (605 km), Burma (1.463 km) og Bangladesh (4.053 km). Det sydlige Indien ligger mellem Det Arabiske Hav og Bengalbugten med en omkring 7.000 kilometer lang kystlinje. Landet kan inddeles i fire store geografiske regioner: Himalaya-bjergområdet, de nordlige flodsletter, Deccan-plateauet og kyst-lavlandene.
Til Indien hører også tre små øgrupper: Lakshadweep, ved sydkysten; Andamanerne og Nikobarerne mod sydøst og Sunderbans i Ganges-floddeltaet mod øst.

### Vandløb
Mange af Indiens floder har deres udspring i Himalaya. Størst er Indus og Ganges-Brahmaputra-Meghna-systemet. Indus har sine kilder i Tibet, hvorfra floden løber gennem Indien og fortsætter til Pakistan frem til udmundingen i Det Arabiske Hav nær Karachi. Vigtige bifloder på indisk side er Sutlej, Beas, Ravi, Chenab og Jhelum. Ganges opstår som resultatet af sammenløbet af floderne Bhagirathi og Alaknanda. Vigtige bifloder er Yamuna, Ramganga, Ghaghra, Gandak, Kosi, Mahananda og Sone. Ganges løber gennem delstaterne Uttarakhand, Uttar Pradesh, Bihar og Vestbengalen inden sammenløbet med Padma, Jamuna, Brahmaputra og flere andre floder i Bangladesh. Ganges udmunder i et mægtigt delta i Den Bengalske Bugt.
Deccan-regionen er også kilde for mange indiske floder, og de fleste af disse strømmer øst over og ud i Den Bengalske Bugt. Floder med oprindelse i Deccan og udløb i øst omfatter Godavari, Krishna, Cauvery og Mahanadi, mens Narmada og Tapti er de vigtigste af de, som når havet på vestkysten.
En række af Indiens vandløb er dæmmet op, for at man kan udnytte vandkraften til at lave elektricitet. De største indiske dæmningsanlæg og kraftværker omfatter Tehri-dæmningen, Subansiri-dæmningen, Koyna-dæmningen, Srisailam-dæmningen og Nathpa Jhakri vandkraftstation. Indien havde samlet 4.300 dæmninger (2003), som da udgjorde 9 % af alle verdens dæmninger. Det er særlig floderne i syd, som er udbygget med vandkraft, og omstridte anlæg omfatter Tehri-dæmningen og Tipaimukh-dæmningen.
I forhold til størrelsen har Indien relativt få og små søer. Mange af dem ligger i Himalaya, eksempelvis Dal, Wular, Nainital og Tso moriri. Længere sydpå ligger søerne Pulicat, Kolleru, Chilika, Lonar og Sambhar.

### Bjerge
Hele den nordlige del af subkontinentet domineres af bjergeområderne Himalaya, Hindu Kush og Patkai. De mægtige bjergkæder opstod for omtrent 50 millioner år siden, hvor en Den indiske plade kolliderede med Den eurasiske plade.
Indien har otte bjergkæder med mere end 1.000 meter høje bjergtoppe. Landets højeste bjerg, Kanchenjunga, er 8.586 meter højt og ligger i Himalaya. Flere af landets delstater ligger i Himalaya, eksempelvis Jammu og Kashmir, Arunachal Pradesh, Himachal Pradesh, Uttarakhand og Sikkim. Længere mod vest, i områderne mod Pakistan og Folkerepublikken Kina, ligger bjergkæden Karakoram, som er kendt for sine mange gletsjere og har 60 toppe, som er højere end 7.000 meter. Patkai ligger øst for Himalaya ved grænsen mod Myanmar (Burma). Her ligger blandt andet landbyerne Cherrapunji og Mawsynram, kendt som de mest nedbørsrige områder i verden.
I det centrale Indien ligger bjergkæden Vindhya. Parallelt med denne løber Satpura, og disse to bjergkæder regnes almindeligvis som skellet mellem Nordindien og Sydindien. I det nordvestlige Indien ligger Aravalli, som strækker sig fra Gujarat gennem Rajasthan og næsten til Delhi. Den indiske vest- og østkyst er domineret af bjergkæderne De vestlige Ghatbjerge og De østlige Ghatbjerge.

### Klima
Landets klima varierer fra tropisk i det sydlige Indien til tempereret eller koldt i det nordlige Indien. Hele landet bortset fra Himalaya-bjergområdet har monsunklima med to forskellige monsuntider: Den nordøstlige monsun fra december til februar, og den sydvestlige monsun fra juni til december. Tiden mellem de to monsuner er tør og varm med temperaturer, der kan nå over 45 °C. Denne periode kaldes "brandstjernetiden" i Sydindien.
| Vejr for New Delhi (Safdarjung) 1981–2010, Indien                                                                     | Vejr for New Delhi (Safdarjung) 1981–2010, Indien | Vejr for New Delhi (Safdarjung) 1981–2010, Indien | Vejr for New Delhi (Safdarjung) 1981–2010, Indien | Vejr for New Delhi (Safdarjung) 1981–2010, Indien | Vejr for New Delhi (Safdarjung) 1981–2010, Indien | Vejr for New Delhi (Safdarjung) 1981–2010, Indien | Vejr for New Delhi (Safdarjung) 1981–2010, Indien | Vejr for New Delhi (Safdarjung) 1981–2010, Indien | Vejr for New Delhi (Safdarjung) 1981–2010, Indien | Vejr for New Delhi (Safdarjung) 1981–2010, Indien | Vejr for New Delhi (Safdarjung) 1981–2010, Indien | Vejr for New Delhi (Safdarjung) 1981–2010, Indien | Vejr for New Delhi (Safdarjung) 1981–2010, Indien |
| | Jan                                               | Feb                                               | Mar                                               | Apr                                               | Maj                                               | Jun                                               | Jul                                               | Aug                                               | Sep                                               | Okt                                               | Nov                                               | Dec                                               | År                                                |
| --- | ------------------------------------------------- | ------------------------------------------------- | ------------------------------------------------- | ------------------------------------------------- | ------------------------------------------------- | ------------------------------------------------- | ------------------------------------------------- | ------------------------------------------------- | ------------------------------------------------- | ------------------------------------------------- | ------------------------------------------------- | ------------------------------------------------- | ------------------------------------------------- |
| Gennemsnitlig maks °C                                                                                                 | 20,5                                              | 23,9                                              | 29,6                                              | 36,3                                              | 39,5                                              | 39,2                                              | 35,4                                              | 34,1                                              | 34,1                                              | 32,8                                              | 28,2                                              | 23,1                                              | 31,4                                              |
| Gennemsnitlig min °C                                                                                                  | 7,6                                               | 10,4                                              | 15,6                                              | 21,3                                              | 25,8                                              | 27,9                                              | 27,4                                              | 26,6                                              | 25                                                | 19,1                                              | 12,9                                              | 8,3                                               | 19                                                |
| Gennemsnitlig nedbør mm                                                                                               | 19,3                                              | 22,1                                              | 15,9                                              | 13                                                | 31,5                                              | 82,2                                              | 187,3                                             | 232,5                                             | 129,8                                             | 14,3                                              | 4,9                                               | 9,4                                               | 762,3                                             |
| Kilde (2016): New Delhi (Safdarjung) Climatological Table Period: 1981–2010 India Meteorological Department (engelsk) |                                                   |                                                   |                                                   |                                                   |                                                   |                                                   |                                                   |                                                   |                                                   |                                                   |                                                   |                                                   |                                                   |

| Vejr for Cherrapunji (1971–1990), Indien                                                                       | Vejr for Cherrapunji (1971–1990), Indien | Vejr for Cherrapunji (1971–1990), Indien | Vejr for Cherrapunji (1971–1990), Indien | Vejr for Cherrapunji (1971–1990), Indien | Vejr for Cherrapunji (1971–1990), Indien | Vejr for Cherrapunji (1971–1990), Indien | Vejr for Cherrapunji (1971–1990), Indien | Vejr for Cherrapunji (1971–1990), Indien | Vejr for Cherrapunji (1971–1990), Indien | Vejr for Cherrapunji (1971–1990), Indien | Vejr for Cherrapunji (1971–1990), Indien | Vejr for Cherrapunji (1971–1990), Indien | Vejr for Cherrapunji (1971–1990), Indien |
| | Jan                                      | Feb                                      | Mar                                      | Apr                                      | Maj                                      | Jun                                      | Jul                                      | Aug                                      | Sep                                      | Okt                                      | Nov                                      | Dec                                      | År                                       |
| --- | ---------------------------------------- | ---------------------------------------- | ---------------------------------------- | ---------------------------------------- | ---------------------------------------- | ---------------------------------------- | ---------------------------------------- | ---------------------------------------- | ---------------------------------------- | ---------------------------------------- | ---------------------------------------- | ---------------------------------------- | ---------------------------------------- |
| Gennemsnitlig maks °C                                                                                          | 15,7                                     | 17,3                                     | 20,5                                     | 21,7                                     | 22,4                                     | 22,7                                     | 22                                       | 22,9                                     | 22,7                                     | 22,7                                     | 20,4                                     | 17                                       | 20,7                                     |
| Gennemsnitlig min °C                                                                                           | 7,2                                      | 8,9                                      | 12,5                                     | 14,5                                     | 16,1                                     | 17,9                                     | 18,1                                     | 18,2                                     | 17,5                                     | 15,8                                     | 12,3                                     | 8,3                                      | 13,9                                     |
| Gennemsnitlig nedbør mm                                                                                        | 11                                       | 46                                       | 240                                      | 938                                      | 1.214                                    | 2.294                                    | 3.272                                    | 1.760                                    | 1.352                                    | 549                                      | 72                                       | 29                                       | 11,777                                   |
| Kilde (2016): Cherrapunji Climate Normals 1961–1990 National Oceanic and Atmospheric Administration. (engelsk) |                                          |                                          |                                          |                                          |                                          |                                          |                                          |                                          |                                          |                                          |                                          |                                          |                                          |

## Demografi
Indbyggertallet i Indien var ifølge en folketælling i 2011 på 1.210.193.422, hvilket gjorde landet til verdens dengang næst mest folkerige. I 2023 overtog Indien førstepladsen fra Kina og er nu verdens mest folkerige land.
Medianalderen er 24,9 år, og den årlige befolkningsvækst er 1,38 %. Landet har 22,01 fødsler pr. 1.000 indbyggere, og forholdstallet mellem kønnene er 940 kvinder pr. 1.000 mænd. Befolkningsvæksten har været stærk de seneste 50 år som følge af blandt andet bedre sundhedsvæsen og voksende madproduktion.
Det indiske samfund har traditionelt været gennemsyret af det hinduistiske kastesystem. En persons kaste er medfødt og afgør i høj grad, hvem man kan gifte sig med og omgås med, samt hvilke muligheder man har i samfundet. Samtidig er de økonomiske ressourcer i landet skævt fordelte, og der er store forskelle i det indiske samfund. En voksende middelklasse gør, at flere får adgang til forbrugsvarer, men landet er forsat præget af fattigdom.

### Sprog
Indiens nationalsprog er hindi, skrevet med devanagari-skriftsystemet. Dette bruges som hovedsprog af omtrent 40 % af befolkningen og som fremmedsprog i resten af landet, men der findes også en lang række andre officielle sprog på delstatsniveau. Den indiske grundlov af 1950 gav oprindelig 14 sprog en speciel beskyttelse, dette er siden vokset således, at der pr. 2010 er 22 sprog i grundlovens liste over officielle sprog. Det er vanskeligt at give et nøjagtigt tal på hvor mange sprog, som bruges i Indien, men i folketællingen i 1961 blev der i alt registreret 1.652 forskellige modersmål. Det er imidlertid vanskelig at sætte nøjagtige skel mellem hvilke af disse, som er sprog, og hvilke, som er dialekter.
Sprogene i Nord-India tilhører den indoariske gren af de indoiranske sprog, som igen er en del af de indoeuropæiske sprog. Hindustani er en folkelig variant af hindi og urdu og er udbredt i det nordlige Indien, men har ingen officiel status. Hinduismens hellige sprog sanskrit er uddødt som talesprog, men studeres af hindupræster. Bengali, marathi, assami, oriya, punjabi, kashmirisk og sindhi er andre større indoariske sprog. I Sydindien bruges fire store dravidiske sprog, som ikke er i slægt med de indoariske sprog: telugu, kannada, tamil og malayalam. Mindre dravidiske minoriteter findes også i Nordindien og Pakistan.
Kolonimagtens sprog engelsk har fortsat en stærk stilling i Indien. Undervisning på højere niveau og retspleje foregår ofte på engelsk, og indere fra forskellige dele af Indien bruger gerne engelsk for at kommunikere. Ny teknologi, som har bidraget til stor økonomisk vækst i Indien de senere år, er gerne på engelsk. Det er imidlertid meget få, som har engelsk som modersmål. De øvrige kolonisprog portugisisk (i Goa) og fransk (i Puducherry) er imidlertid hastigt på retur.

### Religion
Indien er en sekulær stat uden statsreligion. De vigtigste religioner i landet er hinduisme (80,5 %), islam (13,4 %), kristendom (2,3 %), sikhisme (1,9 %), og buddhisme, jainisme, bahá'í med flere (1,9 %). (Alle tal fra folketællingen i 2001).
Hinduismen er Indiens traditionelle religion, og omkring 80 % af inderne er hinduer. Hindufestivaler som holi, divali og durga præger det offentlige rum i Indien. Hinduismen præges af det altomfattende kastesystem (selv om dette har været forbudt siden 1950) og er desuden kendt for sine strenge spiseregler. De fleste hinduer er vegetarianere.
Indien har også verdens næst største muslimske befolkning, og muslimerne udgør flertallet af befolkningen i Kashmir. Delstater som Vestbengalen, Assam og Kerala har også store muslimske minoriteter. Islam har en lang historie i Indien, blandt andet gennem Mogulriget.
Kristendommen i Indien går ifølge traditionen helt tilbage til Thomas tvivleren, som skal have missioneret i Kerala. Indien har i dag over 20 millioner kristne, de fleste i Sydindien. Delstater som Goa og Kerala har en høj procentandel kristne, mens små, nordøstlige delstater som Nagaland, Mizoram og Meghalaya har store, kristne flertal. Traditionelt har de fleste kristne i Indien været katolikker, men protestantisk-karismatisk kristendom er i fremgang.
Sikhismen opstod i 1400-tallet i skæringspunktet mellem hinduismen og islam. I dag præges den nordvestlige delstat Punjab af sikherne, men de bor i dag også spredt ud over hele Indien. En anden religion opstået på indisk jord er jainismen. Buddhismen opstod også i sin tid i Indien, men i dag findes denne religion først og fremmest blandt etniske minoriteter i Himalaya.
Koen anses af hinduer som et helligt dyr, hvorfor det i nogle af Indiens delstater er forbudt at slagte køer.

## Historie

### Forhistorisk tid

#### Stenalderen
Isolerede rester af Homo erectus i Hathnora i Narmadadalen i Centralindien indikerer, at Indien kan have været beboet mindst siden epoken mellempleistocæn, et sted mellem 200.000 og 500.000 år siden. Mesolitikum i Indien dækkede et tidsrum på omkring 25.000 år, som startede for ca. 30.000 år siden. Moderne mennesker ser ud til at have slået sig ned på subkontinentet mod slutningen af sidste istid, eller for rundt 12.000 år siden. De første bekræftede permanente bosættelser dukkede op for 9.000 år siden i Bhimbetka i Madhya Pradesh. Tidlig neolitisk kultur i Sydasien er repræsenteret i Mehrgarhfundene (7.000 f.Kr. og fremover) i Baluchistan i Pakistan. Spor efter en neolitisk kultur er blevet fundet i Khambatbugten, karbondateret til 7.500 f.Kr. Sene neolitiske kulturer dukkede op i Indusregionen mellem 6.000 og 2.000 f.Kr. og i det sydlige Indien mellem 2.800 og 1.200 f.Kr.
Regionen, som nu er landet Pakistan, har været beboet kontinuerligt i mindst to millioner år. Den antikke historie i regionen inkluderer nogen af Sydasiens ældste bosættelser og nogen af dets betydelige civilisationer.
Det tidligste arkæologiske fund i Pakistan er palæolitiske fund af hominider i Soandalen. Landsbylivet startede med det neolitiske Mehrgarh, mens den første bycivilisation i regionen var Induscivilisationen med betydelige udgravingsfelter ved Mohenjo Daro og Harappa.

#### Bronzealderen
Bronzealderen på det indiske subkontinent begyndte omkring 3.300 f.Kr. og startede med Induscivilisationen. Indbyggerne i Indusdalen, harapperene, udviklede nye teknikker i metallurgi og producerede kobber, Bronze, bly og tin.
Induscivilisationen, som blomstrede fra ca. 2.600 f.Kr. til 1.900 f.Kr.. markerede begyndelsen på bykultur. Civilisationen inkluderede bycentre som Harappa og Mohenjo-Daro i nutidens Pakistan og Dholavira og Lothal i nutidens Indien. Den var centreret omkring Indus og dens bifloder og strakte sig ind i Ghaggar-Hakra-dalen, Ganges-Yamuna Doab, Gujarat og det nordlige Afghanistan.
Civilisationen er kendt for sine byer byggede af mursten, afvandingssystemer langs vejene og huse med flere etager. Det er formodet, at geologiske forstyrrelser og klimaændringer førte til en gradvis afskovning, som til sidst kan have bidraget til civilisationens nedgang. Nedgangen indebar også et sammenbrud for bylivet og brug af typiske bytræk som skrift og segl.

#### Jernalderen

##### Vediske periode
Den vediske kultur er den indoariske kultur, som associeres med de hinduistiske hellige tekster i Veda-samlingene. Veda-samlingerne er nogen af de ældste tekster, som fortsat eksisterer. Denne periode varede fra omkring 1.500 f.Kr. til 500 f.Kr. I løbet af denne periode blev grundlaget for meget af indiske sprog, kultur og religion skabt. Men tidsangivelsen er betvivlet af nogen nationale indiske historikere, som sætter starten til 3.000 f.Kr. De første 500 år (1.500-1.000 f.Kr.) hører strengt taget til bronzealderen og de næste 500 år (1.000-500 f.Kr.). Mange forskere i dag mener, at der skete en indo-ariansk migration ind i Indien og foreslår at tidlige indoariansk-sproglige stammer migrerede ind i de nordvestlige regioner af det indiske subkontinentet i begyndelsen af det 2. årtusinde f.Kr. Nogen forskere mener, at disse indoarianske stammer havde deres oprindelse i Centralasien og Afghanistan, og at de migrerede øst over ind i Indien og vest over ind i Mesopotamien og til sidst assimilerede sig med de indfødte, mens de spredte deres sprog og kultur. Dette har mødt modstand fra tilhængere af ud af Indien-teorien, som hævder at arianerne var indfødte på det indiske subkontinent.
Tidlige vediske samfund bestod af stort set pastorale grupper, hvor den sene harappiske urbanisering af ukendte grunde blev opgivet. Ifølge Rigveda blev det arianske samfund i voksende grad agrikulturelt og var socialt organiseret omkring de fire Varnas. Foruden at være de vigtigste tekster til hinduismen (vedaene), skal eposerne (Ramayana og Mahabharata) have haft deres første oprindelse i denne periode. Tidlig indoariansk nærvær korresponderer antagelig delvis med okkerfarvede vaser i arkæologiske fund. Kongedømmet Kuru korresponderer med kulturerne, som brugte sort og rød keramik og gråfarvet keramik og begyndelsen af jernalderen i det nordvestlige Indien omkring 1.000 f.Kr., omtrent samtidig med samlingen Atharvaveda, den første indiske tekst som nævner jern (som śyāma ayas, bogstavelig "sort metal"). Gråfarvet keramik-kulturen, som strakte sig over store dele af det nordlige Indien, var ledende fra 1.100 til 600 f.Kr. Denne senere periode korresponderer med en ændring i synet på det dominerende stammesystem henimod etableringen af kongeriger kaldet Mahajanapadas.

##### Mahajanapadas
I den sene vedatid havde et antal små kongeriger eller bystater dækket subkontinentet, mange nævnt under vedisk, tidlig buddhistisk og jainalitteratur så langt tilbage som 1.000 f.Kr. Inden 500 f.Kr. strakte 16 monarkier og republikker kendt som Mahajanapadas — Kasi, Kosala, Anga, Magadha, Vajji (eller Vriji), Malla, Chedi, Vatsa (eller Vamsa), Kuru, Panchala, Machcha (eller Matsya), Surasena, Assaka, Avanti, Gandhara, Kamboja — sig over Indus-Ganges-sletterne fra nutidens Afghanistan til Bengalen og Maharastra. Denne periode var den anden betydelige urbanisering efter Induskulturen. Mange mindre klaner nævnt i tidlig litteratur ser ud til at have været til stede i resten af subkontinentet. Nogen af disse konger var arvelige. Andre mener, at der blev valgt herskere. Det dannede sprog på den tid var sanskrit, mens dialekterne hos den almindelige befolkning i det nordlige Indien blev omtalt som prakriter. Mange af de 16 kongeriger havde samlet sig til fire store inden 500/400 f.Kr., på Siddharta Gautamas tid. Disse fire var Vatsa, Avanti, Kosala og Magadha.
Hinduistiske ritualer var komplicerede og udførte af præsterne. Det er antaget, at Upanishaderne, sene vediske tekster som overvejende omhandlede begyndende filosofi, blev samlede i den sene vediske tid og i begyndelsen af denne periode til Mahajanapadas. Upanishaderne havde betydelig effekt på indisk filosofi og var samtidige med udviklingen af buddhisme og jainisme, hvilket antyder en intellektuel guldalder i denne periode. Det er antaget, at Siddharta Gautama i 537 f.Kr. skaffede sig "oplysningen", og blev kendt som Buddha. Omtrent samtidig spredte Mahavira, den 24. jain Tirthankara ifølge jainene, en lignende teologi, som senere blev kendt som jainisme. Men ortodokse jainere mener, at den stammer fra før al kendt tid. Vedaerne er antaget at have dokumenteret nogen få jain tirthankarer og en asketisk orden, som ligner sramana-bevægelsen. Buddhas lære og jainisme havde doktriner, som hældede mod asketisme og blev forkyndt i prakrit, som hjalp dem til at skaffe sig accept blandt masserne. De har haft indflydelse på praksis som hinduisme og indiske åndelige ordener associeres med, særlig vegetarianisme som forbyder slagtning af dyr og ahimsa (ikke-vold).
Mens det geografiske indflydelsesområde for jainismen var begrænset til Indien, spredte buddhistiske nonner og munke efterhånden Buddhas lære til Centralasien, Østasien, Tibet, Sri Lanka og Sydøstasien.

### Persiske og græske invasioner
Dele det nordvestlige indiske subkontinent (nu det østlige Afghanistan og Pakistan) kom under overhøjhed under det persiske akamenideimperium i ca. 520 f.Kr. under ledelse af Dareios den Store, og forblev under akamenidernes styre i to århundreder. Aleksander den Store erobrede i 334 f.Kr. Lilleasien og akamenideimperiet og nåede det nordvestlige grænseområde af det indiske subkontinent. Der besejrede han kong Puru i slaget ved Hydaspesfloden nær Jhelum i Pakistan og erobrede store dele af Punjab. Men Aleksanders styrker nægtede at gå videre forbi Hydaspes (Beas), floden nær Jalandhar i Punjab.
De persiske og græske invasioner havde vigtige konsekvenser for indisk civilisation. De politiske systemer hos perserne skulle få indflydelse på fremtidige styreformer på subkontinentet, herunder administrationen under Mauryan-dynastiet. Desuden blev regionen Gandhara, eller det nutidige østlige Afghanistan og nordvestlige Pakistan, en smeltedigel for indisk, persisk, central-asiatisk og græsk kultur som førte til fremvæksten af en hybridkultur, greco-buddhismen, som varede frem til det 5. århundrede og havde indflydelse på den kunstneriske udvikling under Mahayana-buddhismen.

### Magadhariket
Blandt de 16 Mahajanapadas voksede kongedømmet Magadha frem under et antal dynastier. Ifølge traditionen grundlagde Haryanka-dynastiet Magadhariget i 684 f.Kr. og havde sin hovedstad i Rajagriha, senere Pataliputra, nær nutidens Patna. Dette dynasti blev efterfulgt af Shishunaga-dynastiet som senere blev væltet af Nanda-dynastiet i 424 f.Kr. Nandaerne blev fulgt af Maurya-dynastiet.

#### Maurya-dynastiet
Chandragupta Maurya, en general i eksil, grundlagde i 321 f.Kr. under beskyttelse af Chanakya Maurya-dynastiet efter at have væltet den regerende kong Dhana Nanda. Det meste af subkontinentet var forenet under en eneste magt for første gang under mauryanernes styre. Mayrya-imperiet under Chandragupta erobrede ikke blot det meste af det indiske subkontinent men forskød også sine grænser ind i Persien og Centralasien ved at erobre Gandhara-regionen. Chandragupta Maurya krediteres for at have spredt jainisme i den sydlige indiske region.
Chandragupta blev efterfulgt af sinn søn Bindusara, som udvidede kongeriget over det meste af nutidens Indien med undtagelse af Kalinga og områderne længst mod øst og syd. Disse kan have været skattepligtige stater.
Bindusaras kongedømme blev arvet af hans søn Ashoka den Store, som til at begynde med forsøgte at udvide sit kongerige. I efterdønningerne af ødelæggelserne, som invasionen af Kalinga førte til, afskaffede han blodbadet og fulgte en politik med ikkevold eller ahimsa efter at være konverteret til buddhisme. Ashokas edikt er det ældste bevarede historiske dokument i Indien, og fra Ashokas tid blev det muligt at datere dynastierne omtrentlig. Maurya-dynastiet under Ashoka var ansvarlig for at sprede buddhistiske idealer i hele Østasien og ændrede fundamentalt historien og udviklingen i hele Asien. Ashokas barnebarn Samprati adopterede jainisme og hjalp til med at sprede den.

#### Magadha-dynastier efter Maurya
Sunga-dynastiet blev etableret i 185 f.Kr., omkring 50 år efter Ashokas død, da kongen Brihadratha, den sidste Maurya-hersker, blev myrdet af øverstkommandanten for Mauryas væbnede styrker, Pusyamitra Sunga. Kanva-dynastiet erstattede sungaerne og herskede i den østlige del af Indien fra 71 f.Kr. til 26 f.Kr. Den sydlige magt fejede både kanvaerne og sungaerne bort i 30 f.Kr.. Efter Kanva-dynastiets sammenbrud erstattede Satavahana fra kongeriget Andhra kongeriget Magadha som den mægtigste indiske stat.

### Tidlige mellemkongeriger, guldalderen
Mellemperioden var en tid med betydelig kulturel udvikling. Satavahana, også kendt som andhraerne, var et dynasti som herskede i det sydlige og centrale Indien fra omkring 230 f.Kr. Stakarni, den sjette herskeren i Satavahana-dynastiet, besejrede sungaerne i Nordindien. Gautamiputra Stakarni var en anden kendt hersker i dynastiet. Kongedømmet Kuninda var en lille stat i Himalaya som overlevede fra 2. århundrede f.Kr. til omtrent det 3. århundrede. Kushanriget invaderede det nordvestlige Indien omkring midten af det 1. århundrede f.Kr. fra Centralasien og grundlagde et imperium, som strakte sig fra Peshawar til midten af Ganges og måske så langt som til Bengalbugten. Det omfattede også antikkens Bactria (i det nordlige Afghanistan) og sydlige Tadsjikistan. De vestlige satrapper (35-405) var sakaherskere i det vestlige og centrale Indien. De var efterkommere af indoskytherne og samtidige med kushanerne, som herskede over den nordlige del af det indiske subkontinent og satavahanaerne, som herskede i Centralindien.
Forskellige riger som kongedømmet Pandyan, tidlige Cholas, Chera-dynastiet, Kadamba-dynastiet, vestlige Ganga-dynastiet, pallavaerne og Chalukya-dynastiet dominerede de sydlige dele af den indiske halvø i forskellige tidsperioder. Flere sydlige kongeriger dannede imperier over havet i Sydøstasien. Kongerigerne kæmpede med hinanden og Deccan-stater om herredømmet i syd. Kalabhras, et buddhistisk kongerige, afbrød for en kort tid det normale herredømme under cholaerne, cheraerne og pandyanerne i syd.

### Nordvestlige hybridkulturer
De nordvestlige hybridkulturer i subkontinentet inkluderede indogrækerne, indoskytherne, indopartherne og indosassaniderne. Det indo-græske kongerige blev grundlagt, da den greco-bactrianske konge Demetrios invaderede regionen i 180 f.Kr.. Det strakte sig over Afghanistan og Pakistan og varede i næsten to århundreder. Det blev styret af mere end 30 græske konger, som afløste hinanden, og som ofte var i konflikt indbyrdes. Indoskytherne var en gren af de indoeuropæiske sakaer (skythere) som migrerede fra det sydlige Sibirien ind i Bactria, videre til Sogdiana, Kashmir, Arachosia, Gandhara og til sidst ind i Indien. Deres kongerige varede fra midten af det 2. århundrede f.Kr. til det 1. århundrede e.Kr. Et andet kongerige, indoparthernes (også kendt som pahlavaerne) fik kontrol over det meste af nutidens Afghanistan og det nordlige Pakistan efter at have kæmper mod mange lokale herskere som Kujula Kadfises, hersker over Kushan, i Gandhara-regionen. Sassaniderne i Persien, som var samtidige med guptaerne, ekspanderede ind i regionen, som i dag er Pakistan, hvor blandingen af indiske og persiske kulturer fødte den indosassanidiske kultur.

#### Romersk handel med Indien
Den romerske handel med Indien startede omkring år 1 i Augustus' styre og efter hans erobring af Egypt som frem til dette var Indiens største handelspartner i vest.
Handelen, som startede med Eudoxos af Kyzikos i 130 f.Kr., fortsatte at vokse, og ifølge Strabo (II.5.12.) rejste 120 skibe fra Myos Hormos til Indien på Augustus' tid. Så meget guld blev brugt i denne handel, og tydeligvis recirkuleret af kushanerne til deres egen møntenhed, at Plinius (NH VI.101) klagede over handelunderskuddet med Indien:
"Indien, Kina og den arabiske halvø tager et hundrede millioner sestertier fra vort imperium hvert år i et konservativt anslag: det er hvad vor luksus og kvinder koster os. For hvilken procentandel af denne import er ment for offer til guderne eller ånderne eller de døde?"|Plinius, Historia Naturae 12.41.84.
Disse handelsruter og havnene blev beskrevet detaljeret i Periplus Maris Erythraei fra det 1. århundrede.

#### Gupta-dynastiet
Gupta-dynastiet forenede det nordlige Indien i 4. og 5. århundrede. I denne periode, kendt som Indiens guldalder af hinduistisk renæssance, nåede hinduistisk kultur, videnskab og politisk administration nye højder. Chandragupta I, Samudragupta og Chandragupta II var de mest kjente herskerne i Gupta-dynastiet. Vediske Puranas er også antatt å ha skrevet rundt denne perioden. Imperiet endte med hunnernes angreb fra Centralasien. Efter Guptarigets sammenbrud i det 6. århundrede blev Indien igen styret af talrige regionale kongeriger. En mindre linje af Guptaklanen fortsatte at styre Magadha efter imperiets desintegration. Disse guptaer blev til sidst væltede af Vardhana-kongen Harsha, som etablerede et imperium i første halvdel af det 7. århundrede.
Hvidehunnerne som ser ud til at have været del af hefthalit-gruppen, etablerede sig i Afghanistan inden første halvdel af det 5. århundrede og havde sin hovedstad i Bamiyan. De var ansvarlige for Gupta-dynastiets fald og gjorde dermed ende på det, historikerne regner som en guldalder i det nordlige Indien. Men meget af Deccan og det sydlige Indien var stort set upåvirket af ændringerne i nord.

### Sene mellemkongeriger, klassisk tid
Den klassiske tidsalder i Indien begyndte med genfødelsen i nord under Harshas erobringer i det 7. århundrede og endte med Vijayanagararigets fald i syd på grund af tryk fra invasioner i nord i det 13. århundrede. Denne periode producerede noget af Indiens flotteste kunst, regnet som et kendetegn ved klassisk udvikling, og udviklingen af hovedretningernes system, åndelig og filosofisk, som fortsatte at være hinduisme, buddhisme og jainisme.
Kong Harsha af Kannauj formåede at forene det nordlige Indien under hans styre i det 7. århundrede efter kollapsen for Gupta-dynastiet. Hans kongerige kollapsede efter hans død. Fra det 7. til det 9. århundrede kæmpede tre dynastier om kontrollen i det nordlige Indien: pratiharaerne i Malwa og senere Kannauj, palaerne i Bengalen og rashtrakutaerne i Deccan. Sena-dynastiet skulle senere tage kontrol over kongeriget Pala, og pratiharaerne blev splittede i forskellige stater. Disse var de første af rajputerne, en række kongeriger som formåede at overleve i en eller anden form i næsten et årtusinde frem til indisk uafhængighed fra briterne. Det første kendte Rajput-kongerige dukkede op i Rajasthan i det 6. århundrede, og mindre rajput-dynastier herskede senere over store dele af det nordlige Indien. En rajput fra Chauhan-dynastiet, Prithviraj Chauhan, var kendt for blodige konflikter mod det voksende islamiske sultanat. Shahi-dynastiet herskede over dele af det østlige Afghanistan, nordlige Pakistan og Kashmir fra midten af det 7. århundrede til begyndelsen af det 11. århundrede. Mens det nordlige koncept af panindisk imperium kollapsede i slutningen af Harshas imperium, flyttede idealet sig sydover.
Chalukyariket herskede over dele af det sydlige og centrale Indien fra 550 til 750 fra Badami, Karnataka og igen fra 970 til 1.190 fra Kalyani, Karnataka. Pallavaerne af Kanchi var deres samtidige længere mod syd. Med Chalukyarigets nedgang delte deres feudalherrer Hoysalas af Halebidu, Kakatiya af Warangal, Seuna Yadavas af Devagiri og en sydlig gren af Kalachuri det enorme Chalukyarige mellem sig omkring midten af det 12. århundrede.
Senere under mellemperioden dukkede kongeriget Chola op i det nordlige Tamil Nadu og kongeriget Chera op i Kerala. Inden 1343 var alle disse kongeriger ophørt at eksistere og gav plads for Vijayanagarariget. Sydlige indiske kongeriger på denne tid ekspanderede deres indflydelse så langt som til Indonesien og kontrollerede enorme oversøiske imperier i Sydøstasien. Havnene i det sydlige Indien var involverede i handelen i Det Indiske Ocean, for det meste i handelen med krydderier, med Romerriget i vest og Sydøstasien i øst.
Litteratur på lokale sprog og spektakulær arkitektur blomstrede frem i begyndelsen af det 14. århundrede, da sultanen i Delhis sydlige felttog udmattede disse kongedømmer. Det hinduistiske Vijayanagar-dynasti kom i konflikt med islamsk styre (kongedømmet Bahmani), og sammenstødet mellem de to systemer førte til en sammenblanding af indfødt og fremmed kultur, som efterlod sig varig kulturel indflydelse på hinanden. Vijaynagarriget oplevede til sidst nedgang på grund af trykket fra det første sulatanat i Delhi, som havde formået at etablere sig i nord, centreret omkring byen Delhi på den tid.

### De islamiske sultanater
Efter den arabiske invasion af Indiens gamle vestlige nabo, Persien, var styrkerne i området ivrige efter at invadere Indien, som var den rigeste klassiske civilisation med blomstrende international handel og de eneste kendte diamantminer i verden. Efter modstand i nogen århundreder fra forskellige nordindiske kongedømmer, blev der etableret et kortlivet islamisk imperium (sultanat) som spredte sig tværs over det nordlige subkontinent i løbet af en periode på nogle århundreder. Men før de tyrkiske invasioner havde muslimske handelssamfund blomstret langs kysten i Sydindien, særlig i Kerala hvor de ankom i små antal, hovedsagelig fra den arabiske halvø gennem handelsforbindelser i Det Indiske Ocean. Men dette markerede introduktionen af en abrahamsk religion fra Mellemøsten i Sydindiens hinduistiske kultur, ofte i ren form. Senere blomstrede sultanatet Bahmani og Deccan-sultanatene i syd.

#### Delhi-sultanatet
Arabere, tyrkere og afghanere invaderede i 12. og 13. århundrede dele af det nordlige Indien og etablerede Delhisultanatet i begyndelsen af det 13. århundrede i områder, som rajputene tidligere havde holdt. Det efterfølgende mameluk-dynasti i Delhi formåede at erobre store dele af det nordlige Indien, omtrent modsvarende guptaernes områder, mens Khiljiriget formåede at erobre det meste af det centrale Indien, men ikke hele subkontinentet. Under sultanatet opstod en periode med indisk kulturel renæssance. Den resulterende "indomuslimske" kulturfusion efterlod sig varige synkretistiske monumenter i arkitektur, musik, litteratur, religion og klædedragter. Det er formodet, at sproget urdu (som bogstaveligt betyder "horde" eller "lejr" i forskellige tyrkiske dialekter) blev født under Delhi-sultanatet som et resultat af blanding af de lokale sanskritsproglige prakritter med persisk-, tyrkisk- og arabisksprogede indvandrere under muslimernes herskere. Delhi-sultanatet er det eneste indomuslimske imperium, som havde en kvindelig hersker, nemlig Radiyya Begum (Razia Sultan) (1236–1240).
En tyrkomongolsk erobrer, Timur Lenk, begyndte en rejse, som startede i 1398 for at invadere sultan Nasir-u Din Mehmud af Tughlaq-dynastiet i den nordindiske by Delhi. Sultanens hær blev besejret den 17. december 1398. Timur gik ind i Delhi, og byen blev plyndret, ødelagt og efterladt i ruiner.

### Mogulriget
Babur, en timuridisk efterkommer af Timur Lenk og Djengis Khan, fejede i 1526 gennem Khyberpasset og etablerede Mogulriget, som varede i over 200 år. Mogul-dynastiet herskede over det meste af det indiske subkontinent inden 1600. Det gik ind i en svag nedgang efter 1707 og blev til sidst besejret under uafhængighedskrigen i 1857, også kaldet det indiske oprør i 1857. Denne periode markerede store sociale forandringer, eftersom den hinduistiske majoritet blev hersket over af mogul-kejserne. Nogen af disse viste religiøs tolerance og beskyttede liberalt den hinduistiske kultur, mens andre ødelagde historiske templer og indførte skatter for ikke-muslimer. Under nedgangen for Mogulriget, som på sit højdepunkt omfattede et område, som var lidt større end Mauryariget i antikken, steg flere mindre imperier frem og fyldte magtvakuummet eller bidrog selv til dets nedgang. Nadir Shah besejrede i 1739 mogulernes hær i det store slag ved Karnal. Efter denne sejr erobrede og plyndrede Nadir Delhi, og tog med sig mange skatte, blandt andet påfugletronen.
Under Mogulepoken bestod de dominerende politiske kræfter af Mogulriget og dets skattepligtige områder, og senere de fremadskridende stater som efterfulgte dem, herunder Maratha-konføderationen som kæmpede mod et stadig svagere dynasti. Mens mogulerne ofte brugte brutale taktikker for at underlægge sig sit imperium, havde de en integrationspolitik med den indiske kultur, som gjorde, at de lykkedes, hvor sultanatet i Delhi svigtede. Akbar den Store var særlig kendt for dette. Akbar erklærede "amari" eller ikke-slagtning af dyr i jainismens højtider. Han fjernede jazia-skatten for ikke-muslimer. Mogul-kejserne giftede sig med lokale kongelige, allierede sig med lokale maharajaer og forsøgte at fusionere sin tyrko-persiske kultur med gamle indiske stilarter og skabte unikke indosarasenisk arkitektur. Det var nedbrydningen af denne tradition sammen med voksende brutalitet og centralisering, som spillede en stor rolle i deres fald efter Aurangzeb, som i modsætning til tidligere kejsere indførte relativt ikke-pluralistisk politik på den generelle befolkning, som ofte ophidsede den hinduistiske majoritet i befolkningen.

### Regionale kongedømmer efter Mogulriget
Tiden efter Mogulriget blev domineret af fremvæksten af Marathas herredømme eftersom andre små regionale stater (for det meste skattepligtige stater) voksede frem, men også af den voksende aktivitet blandt europæiske magter. Kongedømmet Maratha blev grundlagt og konsolideret af Shivaji. Det havde inden det 18. århundrede forvandlet sig til Marathaforbundet under peshwaernes styre. Imperiet strakte sig i 1760 praktisk talt over hele subkontinentet. Denne ekspansion endte med nederlaget for en afghansk hær ledet af Ahmed Shah Abdali i det tredje slag ved Panipat i 1761. Den sidste peshwa, Baji Rao II, blev besejret i den tredje anglo-marathiske krig.
Mysore var et kongerige i det sydlige Indien, som blev grundlagt omkring år 1400 af Wodeyar-dynastiet. Styret under wodeyarerne blev afbrudt af Hyder Ali og hans søn Tippu Sultan. Under deres styre udkæmpede Mysore en række krige, nogen gange mod de samlede styrker af briterne og Maratha, men for det meste mod briterne med nogen hjælp eller løfter om hjælp fra Frankrig. Hyderabad blev grundlagt af Qutb Shahi-dynastiet under Golconda i 1591. Efter et kort mogulstyre tog Asif Jah, en embedsmand fra mogulerne, kontrol over Hyderabad og erklærede sig selv Nizam-al-Mulk af Huderabad i 1724. Det blev styret af en arvelig nizam fra 1724 til 1948. Både Mysore og Hyderabad blev fyrstendømmer i det britiske Indien.
Kongeriget Punjabi, styret af tilhængere af religionen sikhisme, var en politisk enhed, som styrede regionen i nutidens Punjab. Dette var blandt de sidste områder på subkontinentet, som blev erobret af briterne. De anglo-sikhiske krige markerede nedgangen for sikhernes imperium. I det 18. århundrede blev Nepal dannet af gurkha-herskerne, og sjaherne og ranaerne opretholdt meget strengt deres nationale identitet og integritet.

### Kolonitiden
Vasco da Gama havde fundet en søvej til Indien i 1498, og dette lagde grundlaget for direkte indisk-europæisk handel. Portugiserne oprettede snart handelsstationer i Goa, Daman, Diu og Bombay. De næste, som ankom, var nederlændingene, briterne, som oprettede en handelsstation i Surat på vestkysten, i 1619 og franskmændene. De interne konflikter blandt de indiske kongeriger gav muligheder for europæiske handelsmænd til at gradvist etablere politisk indflydelse og skaffe sig landområder. Selv om disse kontinentale europæiske magter kom til at kontrollere forskellige regioner i det sydlige og østlige Indien i løbet af det næste århundrede, skulle de til sidst miste alle deres territorier i Indien til briterne, med undtagelse af de franske udposter i Pondicherry og Chandernagore, den nederlandske havn Travancore og de portugisiske kolonier Goa, Daman og Diu.

#### Britiske Raj
British East India Company fik tilladelse af den mogulske kejser Jahangir i 1617 til at handle i Indien. Gradvis førte deres voksende indflydelse til, at den dejure mogulske kejser Farrukh Siyar gav dem dastaks eller tilladelser til toldfri handel i Bengalen i 1717. Nawaben af Bengalen Siraj Ud Daulah, de facto hersker over den bengalske provins, modsatte sig briternes forsøg på at bruge disse tilladelser. Dette førte til slaget ved Plassey i 1757, hvor "hæren" fra East India Company, ledet af Robert Clive, besejrede nawabens styrker. Dette var det første politiske fodfæste med territorielle implikationer, som briterne skaffede sig i Indien. Clive blev udnævnt til selskabets første "guvernør af Bengalen" i 1757. Efter slaget ved Buxar i 1764 skaffede selskabet sig civile administrationsrettigheder i Bengalen fra mogulkejseren Shah Alam II. Det markerede begyndelsen på det formelle styre, som til sidst skulle sluge det meste af Indien og udrydde mogulsk styre og dynastiet i løbet af et århundrede.
East India Company monopoliserede handelen i Bengalen. De introducerede et skattesystem kaldet permanent bosætning, som indførte en feudalagtig struktur i Bengalen. Inden 1850-erne kontrollerede East India Company det meste af det indiske subkontinent, som inkluderede nutidens Pakistan og Bangladesh. Deres politik blev nogen gange kaldt del og hersk, drog fordel af fjendtligheder mellem forskellige fyrstestater og sociale og politiske grupper. Under Britisk Raj var hungersnød i Indien, ofte på grund af kolonimagtens politik, nogen af de værste som er nedtegnet, herunder den store hungersnød i 1876-78 hvor mellem 6,1 og 10,3 millioner mennesker døde og hungersnøden i 1899-1900 hvor mellem 1,25 og 10 millioner mennesker døde.
Den første betydelige bevægelse mod selskabets hårde styre resulterede i det indiske oprør i 1857, også kendt som "det indiske mytteri", "Sepoy-mytteriet" eller "den første uafhængighedskrig". Efter et år med tumulter og styrkelse af East India Companys styrker med forstærkninger af britiske soldater, nedkæmpede briterne oprøret. Den nominelle leder for oprøret, den sidste mogulkejser Bahadur Shah Zafar blev sendt i eksil i Burma, hans børn blev halshuggede og mogulernes linje afskaffet. Efterfølgende blev al magt overført fra selskabet til den britiske trone, som begyndte at administrere det meste af Indien som en koloni. Selskabets landområder blev direkte kontrollerede og resten gennem herskere af det, som blev kaldt fyrstestaterne.

### Den indiske uafhængighedsbevægelse
Det første skridt mod indisk uafhængighed og demokrati efter vestligt forbillede blev taget med udnævnelsen af indiske rådgivere under den britiske vicekongen, og med den efterfølgende etablering af provinsielle råd med indiske medlemmer, blev rådgivernes deltagelse udvidet til lovgivende råd. Fra 1920 startede ledere som Mahatma Gandhi massebevægelser for at arbejde mod Britisk Raj. Revolutionær aktivitet mod det britiske styre fandt også sted i hele det indiske subkontinent. Disse bevægelser formåede at skaffe subkontinentet uafhængighed i 1947.

### Uafhængighed og deling
Samtidig med ønsket om uafhængighed havde også spændinger mellem hinduer og muslimer udviklet sig over årene. Muslimerne havde altid været en minoritet, og muligheden for en eksklusivt hinduistisk regering gjorde dem urolige. De havde lige så stor mistro til hinduernes styre som de var imod Raj. Mahatma Gandhi trådte ind på scenen i 1915 og kaldte til enighed mellem de to grupper i et forbløffende lederskab, som til sidst skulle føre landet til uafhængighed.
Den påvirkning, som Gandhi havde på Indien og hans evne til at skaffe uafhængighed gennem en totalt ikke-voldelig massebevægelse gjorde ham til en af de mest bemærkelsesværdige ledere, som verden har set. Han ledede gennem sit eksempel, bar hjemmelavet tøj for at svække briternes tekstilindustri og organiserede en march til søen, hvor demonstranterne lavede sit eget salt i protest mod briternes monopol, gennem aktionen saltmarchen. Inderne gav ham navnet Mahatma, eller "stor sjæl", først foreslået af den bengalske poet Rabindranath Tagore. Briterne lovede, at de ville forlade Indien inden 1947.
De britiske indiske territorier blev uafhængige i 1947 efter at være blevet delt i Unionen Indien og Dominionen Pakistan. Efter delingen af provinserne Punjab og Bengalen, udbrød der optøjer mellem sikher, hinduer og muslimer flere steder i Indien, herunder Punjab, Bengalen og Delhi, hvilket førte til, at omkring 500.000 mennesker døde. Denne periode så også en af de største massemigrationer, som er kendt i moderne historie. I alt 12 millioner hinduer, sikher og muslimer flyttede mellem de nyoprettede nationer Indien og Pakistan.

### Nyere historie
Tekst mangler, hjælp os med at skrive teksten

## Politik
Ved præsidentvalget den 19. juli 2007 vandt den kvindelige advokat Pratibha Patil fra det indiske kongresparti (Indian National Congress) en klar sejr, og hun blev derefter taget i ed som landets første kvindelige præsident den 25. juli 2007.
Indien er en forbundsstat bestående af 29 delstater. Landet har siden uafhængigheden fra Storbritannien haft et relativt stabilt demokratisk system. Indiens grundlov, vedtaget 1949 og taget i brug året efter, definerer landet som en "socialistisk, sekulær, demokratisk republik".
Indien har et politisk system, som er arvet efter briterne, og systemet minder derfor meget om Westminster-modellen. Alligevel er der klare forskelle fra Storbritannien, blandt andet ved at Indien som republik ledes af en præsident. Indien har et flerpartisystem med en mængde forskellige partier, hvoraf nogen kun er nationale og nogen kun opererer på delstatsniveau. I størstedelen af tiden siden uafhængigheden har indisk politik været domineret af Kongrespartiet (INC).

### Statsoverhoved og regering
Indien er en republik med parlamentarisk regeringssystem. Præsidenten er statsoverhoved og vælges indirekte af parlamentet og delstatsforsamlingerne for perioder på fem år. Præsidenten holder til i Rashtrapati Bhavan i New Delhi. Siden 2012 har Pranab Mukherjee (INC) været Indiens præsident. Indien har også et vicepræsidentembede, siden 2007 indehavet af Mohammad Hamid Ansari. Vicepræsidenten fungerer også som leder for det indiske overhus Rajya Sabha.
Den indiske statsminister er regeringschef og er den politiske figur med størst magt. Statsministeren udnævnes af præsidenten, og skal godkendes af underhuset Lok Sabha. Ifølge grundloven leder statsministeren og præsidenten regeringsapparatet i fællesskab, men i praksis er det den først nævnte, som udpeger regeringen, initierer lovforslag og repræsenterer Indien udenlands. Narendra Modi (BJP) har siden maj 2014 været Indiens statsminister.

### Parlament
Det indiske parlament består af to kamre: Overhuset Rajya Sabha (Council of States) og underhuset Lok Sabha (House of People). Rajya Sabha har 245 medlemmer som tjenestegør i en periode på 6 år. De fleste er valgt indirekte af staternes og territorielle lovgivende forsamlinger i forhold til landets befolkning. De to største partier leder normalt større valgkoalitioner, som også omfatter en række støttepartier fra delstaterne. Endvidere er ofte kommunist- og Dalit-partierne i fælles valgalliancer.
543 af Lok Sabhas 545 medlemmer er direkte valgt ved nationale valg for 5 år. De to andre medlemmer er nominerede af præsidenten fra det anglo-indiske samfund, hvis præsidenten er af den opfattelse, at samfundet ikke er tilstrækkelig repræsenteret.

### Politiske partier
Kongrespartiet (INC) har styret landet det meste af tiden siden landet fik demokratisk styre. Delstaternes politik har været domineret af flere nationale partier, inkluderet INC, Bharatiya Janata Party (BJP), Communist Party of India (Marxist) og ulige regionale partier. I tidsrummet 1950-1990 havde INC parlamentarisk flertal i to korte perioder. INC mistede magten mellem 1977 og 1980, da Janata Party vandt valget på grund af folkets utilfredshed med Undtagelsestilstanden, erklæret af daværende statsminister Indira Gandhi. I 1989 blev valget vundet af en koalition mellem National Front og Left Front, men koalitionen havde kun magten i to år.
Årene 1996-1998 var en urolig politisk periode i den føderale regering, med mange politiske alliancer med kort levetid. Bharatiya Janata Party dannede regering for kort periode i 1996, efterfulgt af "United Front"-alliancen. I 1998 dannede BJP den såkaldte "National Democratic Alliance" (NDA) med flere regionale parter og blev den første ikke-INC regering til at fuldføre en fuld femårsperiode. I valget i 2004 sikrede INC sig de fleste Lok Sabha-pladser og dannede en koalitionsregering kaldet "United Progressive Alliance" (UPA), med støtte fra kommunisterne (Left front) og andre anti-BJP-partier.
Ved valget i 2009 vandt Kongresspartiet med allierede 262 af 543 pladser i parlamentet. Det største oppositionsparti, BJP, fik med allierede 158 pladser.
| År   | INC % | INC repr antall | BJP % | BJP repr antall | JDal % | JDal repr antall | Statsminister, parti                                             |
| ---- | ----- | --------------- | ----- | --------------- | ------ | ---------------- | ---------------------------------------------------------------- |
| 1984 | 49,0  | 404             | 7,7   | 2               | 6,9    | 10               | Rajiv Gandhi, INC                                                |
| 1989 | 39,5  | 197             | 11,5  | 85              | 17,8   | 143              | Vishwanath Pratap Singh, Janata Dal. Chandra Shekhar, Janata Dal |
| 1991 | 36,5  | 244             | 20,1  | 120             | 11,8   | 59               | P.V. Narasimha Rao, INC                                          |
| 1996 | 28,8  | 140             | 20,3  | 161             | 8,1    | 46               | H. D. Deve Gowda, Janata Dal. Inder Kumar Gujral, Janata Dal     |
| 1998 | 25,8  | 141             | 25,6  | 182             | 3,2    | 6                | Atal Behari Vaipayee, BJP                                        |
| 1999 | 28,3  | 114             | 23,8  | 182             | 3,1    | 20               | Atal Behari Vaipayee, BJP                                        |
| 2004 | 26,4  | 145             | 22,2  | 138             | ..     | ..               | Manmohan Singh, INC                                              |
| 2009 |       | 206             |       | 116             |        |                  | Manmohan Singh, INC                                              |
| 2014 | 19.3  | 44              | 31    | 282             |        |                  | Narendra Modi, BJP                                               |

### Administrativ inddeling
Som en forbundsstat er Indien inddelt i 29 delstater. Disse har en udstrakt grad af selvstyre. Indien har også seks forbundsterritorier og et nationalt hovedstadsterritorium (Delhi); disse styres direkte fra centralt hold og har i modsætning til delstaterne ikke egne regeringer og politiske forsamlinger.
Dagens delstatsinddeling stammer i hovedsagen fra reformen i 1956, da de tidligere fyrstestater og delstater fra Britisk Indien blev omorganiserede til mere hensigtsmæssige enheder. De nye delstater var i langt større grad end tidligere baseret på etniske og religiøse skillelinjer. Det har imidlertid også senere forekommet revideringer af delstatsstrukturen, blandt andet blev Bombay-staten delt i Gujarat og Maharashtra efter sproglinjer i 1960, mens Haryana blev udskilt fra Punjab i 1966 efter sproglige og religiøse linjer.
Der er store politiske forskelle mellem de indiske delstater når det kommer til politisk og økonomisk system. Enkelte delstater, som Kerala, Tripura og Vestbengalen, er kendt for deres store kommunistbevægelser, som har vundet de fleste valg og i stor grad siddet med den politiske magt helt siden uafhængigheden. Andre delstater har i større grad været dominerede af religiøse, nationalistiske og etnocentriske partier, så som Bal Thackerays Shiv Shena-bevægelse i Maharashtra. Forskellene i størrelse og indbyggertal er også enorme: mens Uttar Pradesh med sine 166 millioner indbyggere er verdens største undernationale enhed, har Indiens mindste delstat, Sikkim, kun omkring en halv million indbyggere.
|                                         | Delstat           | Hovedstad          | Areal (km²) | Indbyggertal |
| --------------------------------------- | ----------------- | ------------------ | ----------- | ------------ |
| 1                                       | Andhra Pradesh    | Amaravathi         | 275.068     | 76.210.007   |
| 2                                       | Arunachal Pradesh | Itanagar           | 83.743      | 1.097.968    |
| 3                                       | Assam             | Dispur             | 7.438       | 26.655.528   |
| 4                                       | Bihar             | Patna              | 94.164      | 82.998.509   |
| 5                                       | Chhattisgarh      | Raipur             | 135.194     | 20.833.803   |
| 6                                       | Goa               | Panaji             | 3.702       | 1.347.668    |
| 7                                       | Gujarat           | Gandhinagar        | 196.024     | 50.671.017   |
| 8                                       | Haryana           | Chandigarh         | 44.212      | 21.144.564   |
| 9                                       | Himachal Pradesh  | Shimla             | 55.673      | 6.077.900    |
| 10                                      | Jharkhand         | Ranchi             | 79.700      | 26.945.829   |
| 11                                      | Karnataka         | Bangalore          | 192.000     | 52.850.562   |
| 12                                      | Kerala            | Thiruvananthapuram | 38.863      | 31.841.374   |
| 13                                      | Madhya Pradesh    | Bhopal             | 308.144     | 60.348.023   |
| 14                                      | Maharashtra       | Mumbai             | 307.713     | 96.878.627   |
| 15                                      | Manipur           | Imphal             | 22.327      | 2.293.896    |
| 16                                      | Meghalaya         | Shillong           | 22.429      | 2.318.822    |
| 17                                      | Mizoram           | Aizawl             | 21.081      | 888.573      |
| 18                                      | Nagaland          | Kohima             | 16.579      | 1.990.036    |
| 19                                      | Orissa            | Bhubaneswar        | 155.707     | 36.804.660   |
| 20                                      | Punjab            | Chandigarh         | 50.362      | 24.358.999   |
| 21                                      | Rajasthan         | Jaipur             | 342.236     | 56.507.188   |
| 22                                      | Sikkim            | Gangtok            | 7.096       | 540.851      |
| 23                                      | Tamil Nadu        | Chennai            | 130.058     | 62.405.679   |
| 24                                      | Telangana         | Hyderabad          | 114.840     |              |
| 25                                      | Tripura           | Agartala           | 10.492      | 3.199.203    |
| 26                                      | Uttar Pradesh     | Lucknow            | 238.566     | 166.197.921  |
| 27                                      | Uttarakhand       | Dehradun           | 53.566      | 8.489.349    |
| 28                                      | Vestbengalen      | Kolkata            | 88.752      | 80.176.197   |
| Kilde: Den indiske folketælling i 2001. |                   |                    |             |              |

|                                         | Territorium                | Hovedstad         | Areal (km²) | Indbyggertal |
| --------------------------------------- | -------------------------- | ----------------- | ----------- | ------------ |
| A                                       | Andamanerne og Nicobarerne | Port Blair        | 8.250       | 356.152      |
| B                                       | Chandigarh                 | -                 | 114         | 900.635      |
| C                                       | Dadra og Nagar Haveli      | Silvassa          | 487         | 220.490      |
| C                                       | Daman og Diu               | Daman             | 130         | 158.204      |
| D                                       | Jammu og Kashmir           | Srinagar og Jammu | 42.241      | 10.143.700   |
| E                                       | Ladakh                     | Leh og Kargil     | 59.146      | 274.289      |
| F                                       | Lakshadweep                | Kavaratti         | 32          | 60.650       |
| G                                       | Delhi                      | -                 | 1.484       | 13.850.507   |
| H                                       | Puducherry                 | Pucherry          | 492         | 974.345      |
| Kilde: Den indiske folketælling i 2001. |                            |                   |             |              |

### Forsvars- og udenrigspolitik
Militært set er Indien en regional stormagt, med en professionel hær på over én million soldater med en reservestyrke på en halv million, samt marine og luftforsvar. Paramilitære styrker på over en million, samt politi og hjemmeværnet på over halv million, kommer oveni. Indien har verdens tredje største hær, bestående af den indiske hær, søforsvaret og luftforsvaret. Paramilitære styrker, kystvagt og de strategiske styrker falder også under forsvarets område. Indien har en stor sømilitær base på Andamanerne. Indiens præsident er øverstkommanderende for de indiske væbnede styrker.
Landet blev en atommagt i 1974 efter at have gennemført sin første kernefysiske test, operation Smiling Buddha. Efter nye kernefysiske tester i 1998 mødte Indien skarp kritik i det internationale samfund, og testene førte også til økonomiske sanktioner. I 2006 blev der undertegnet en aftale mellem USA og Indien om civil brug af kernefysisk teknologi, og for første gang gav inderne internationale observatører adgang til at inspicere landets atomanlæg. Aftalen afsluttede Indiens over tredive år lange kernefysiske isolation. Det blev i 2005 beregnet, at Indien havde produceret plutonium til 65–110 kernevåben, og at Indien producerer nok til ca. syv til otte nye kernevåben i året.
Den største del af landets militærudstyr er af sovjetisk oprindelse. Selv om Indien har igangsat modernisering af forsvaret, er forsvarets budget i procent af BNP faldet de seneste år.
Siden uafhængigheden i 1947 har Indien bevaret gode relationer med de fleste andre lande. I 1950 tog Indien en ledende rolle som talsmand for uafhængighed for de europæiske kolonier i Afrika og Asien. Indien var involveret i to korte militære interventioner i nabolande – Indian Peace Keeping Force i Sri Lanka og Operation Cactus i Maldivene. Indien er medlem af Commonwealth (Commonwealth of Nations) og etablerende medlem af De alliancefrie landes bevægelse (Non-Aligned Movement). Efter den indokinesisk krig i 1962 og indopakistanske krig i 1965 styrkede Indien forholdet til Sovjetunionen på bekostning af båndene til USA og fortsatte at være det frem til slutningen af den kolde krig. Indien har udkæmpet tre krige med Pakistan, fortrinsvis over Kashmir. Yderligere sammenstød har fundet sted mellem de to lande, blandt andet ved Siachen-konflikten (1984) og Kargil-krigen (1999).
De seneste år har Indien haft en indflydelsesrig rolle i Association of Southeast Asian Nations (ASEAN), South Asian Association for Regional Cooperation (SAARC) og Verdenshandelsorganisationen (WTO). Indien var med til at etablere FN, og har i lang tid været støtte for FN. Over 55.000 indiske militære og politi-personel har tjenestegjort i 35 FN-fredsbevarende operationer på fire kontinenter.  Til trods for kritik og militære sanktioner har Indien konsekvent nægtet at undertegne prøvestandningsaftalen (CTBT) og ikkespredningsaftalen (NPT) og foretrukket at opretholde suverænitet over sit kernefysiske program. Nylige tilnærmelser af den indiske regering har styrket forbindelserne med USA, Kina og Pakistan. På den økonomiske front har Indien nære relationer med USA, Kina, EU, samt andre udviklingslande i Sydamerika, Asien og Afrika.

### Retsvæsen
Indien har et uafhængigt tre-lags retsvæsen, som består af højesteret, ledet af dommer i Indien, 21 appeldomstole, og et stort antal distriktsdomstole. Højesteret behandler sager, som omfatter grundloven, grundlæggende rettigheder og stridigheder mellem stater og føderal regering, Højesteret fungerer som ankeinstans for sager fra appeldomstolene. Det har magt til at ugyldiggøre love vedtaget af føderal staten og delstater som værende i strid med grundloven. Rollen som den endelige tolk af grundloven er en af de vigtigste funktioner i højesteret.

## Regionalt samarbejde i Sydasien
Indien er sammen med de øvrige lande i Sydasien medlem af SAARC (en forkortelse for South Asian Association for Regional Cooperation). SAARC blev stiftet i december 1985 med det formål at fremme det regionale samarbejde inden for regionen, samt øge samhandel mellem landene og styrke Sydasiens økonomisk udvikling. Organisationen har hovedsæde i Kathmandu, Nepal, og følgende stater er medlemmer: Bangladesh, Bhutan, Indien, Maldiverne, Nepal, Pakistan og Sri Lanka samt fra april 2007 også Afghanistan.

## Økonomi
Indien havde i 2011 en økonomisk tilvækst (BNP vækst) på ca. 9 %. De første som oplevede en økonomisk vækst, for 10–15 år siden, var den rigeste del af befolkningen; derefter fulgte middelklassen og senere også store dele af de lavere klasser. Enkelte eksperter mener, at Indien, sammen med Kina, kommer til at passere USA's økonomi inden for 30–40 år.
Vigtige importvarer er: petroleum, maskiner, kemikalier, kunstgødning, transportudstyr, stål og jern. Vigtige eksportvarer er smykkesten, maskiner, petroleumsprodukter, transportudstyr, bomuld, tøj, læder, kemikalier og fiskeriprodukter. Vigtige handelspartnere er Storbritannien, Japan, USA, Kina og Tyskland.
| Økonomiske nøgletal       | 2006  | % af BNP | 2009    | % af BNP | 2012    | % af BNP | 2015    | % af BNP | Kilder             |
| ------------------------- | ----- | -------- | ------- | -------- | ------- | -------- | ------- | -------- | ------------------ |
| BNP mia. rupi             |       |          | 65.503  |          | 102.251 |          |         |          | IMF                |
| BNP mia. US$              | 949,1 |          | 1.365,4 |          | 1.831,8 |          | 2.303,4 |          | IMF, Verdensbanken |
| BNP/indb US$              | 816,7 |          | 1.124,5 |          | 1.449,7 |          |         |          | IMF, Verdensbanken |
| BNP realvækst             |       | 9.3      |         | 8,5      |         | 5,1      |         | 6,3      | IMF, Verdensbanken |
| Konsumpriser, ændring     | 6,8   |          | 12,4    |          | 8,5     |          | 6,3     |          | IMF                |
| Renter, 3 mnd             | 8,0   |          | 4,4     |          | 8,2     |          | 8,3     |          | IMF                |
| Investering               | 340,5 | 35,9     | 495,6   | 36,3     | 664,9   | 36,3     |         | 32,1     | IMF, Verdensbanken |
| Arbejdsløshed, % (ILO)    | 4,3   |          | 3,9     |          | 3,6     |          |         |          | IMF, Verdensbanken |
| Eksport mia. US$          | 193,3 | 21,1     | 260,8   | 20,0     | 443,8   | 24,4     |         |          | IMF, Verdensbanken |
| Import mia. US$           | 239,5 | 24,2     | 349,5   | 25,4     | 610,7   | 31,1     |         |          | IMF, Verdensbanken |
| Handelsbalance mia. US$   | -30,0 | -3,2     | -73,4   | -5,4     | -122,6  | -6,7     | -83,5   |          | IMF, Verdensbanken |
| Betalingsbalance mia. US$ | -9,3  | -1,0     | -26,2   | -1,9     | -91,5   | -5,0     | -39,4   | -1,7     | IMF, Verdensbanken |
| Budgettbalance, primær    |       | 0,2      |         | -3,1     |         | -2,0     |         | -0,7     | IMF                |

### Naturressourcer
Indiens største mineral-ressourcer er kul, jern, mangan, glimmer, bauxit, titanium, krom, naturgas, diamanter, petroleum, kalksten og thorium. Indiens oliereserver befinder sig i Bombay High, ved kysten af Maharashtra, Gujarat og i østlige Assam og udgør 25 % af landets behov. Indien er derfor afhængig af at bruge kul og importere olie for at dække energibehovet. Imidlertid har Indien rig adgang på fornybare energikilder, og der benyttes solenergi, vindenergi og biologisk brændstof. Indien har begrænset med uran, og den Indo-amerikanske atomaftale vil det gøre lettere for Indien at importere uran for energiproduktion.
Landbrugsområderne i Indien udgør i alt 1.269.219 km² (56,78 % af landets samlede areal), hvilket mindsker på grund af voksende befolkning og voksende urbanisering. Indiens mange vandressourcer i form af floder, kanaler, indsøer samt den lange kystlinje, giver arbejde til næsten 6 millioner mennesker i fiskerisektoren. I 2008 havde Indien verdens tredje største fiskeriindustri.

### Bankvæsen
Indiens bankvæsen har en lang historie. Det moderne bankvæsen blev etableret af Det britiske Ostindiske kompagni. Bankvæsenet har siden da gennemgået flere ændringer, hvor mange banker blandt andet er blevet nationaliserede. Indiens centralbank, som i begyndelsen var privatejet, bliver i dag styret af staten, fører tilsyn med bankaktiviteten.

### Samfærdsel
Tog er et udbredt transportmiddel for langdistancetransport i Indien. Den indiske jernbane står transport af over seks milliarder passagerer og over 350 millioner ton gods årlig. Jernbanen dækker praktisk talt hele landet. Den samlede længde på jernbanenettet er 63.140 km, hvilket gør det til verdens fjerde største nationale jernbanenetværk. Det statsejede selskab Indian Railways står i hovedsagen for driften af jernbanen. I Indien bruges bredspor med en standardiseret sporvidde på 1.676 mm. Indien fik sin første almindelige jernbane i 1853, da briterne havde behov for at fragte varer og mennesker på tværs af det store land.
Indiske flyselskaber omfatter Air India, samt lavprisselskaberne SpiceJet og IndiGo. De vigtigste internationale flypladser er i Chhatrapati Shivaji International Airport i Mumbai, Indira Gandhi International Airport i Delhi, Netaji Subhash Chandra Bose International Airport i Kolkata, Chennai, Trivandrum, Sardar Vallabhbhai Patel International Airport i Ahmedabad, Bangalore, Raja Sansi International Airport i Amritsar og Cochin.

## Samfund

### Kalender og helligdage
Den indiske nationalkalender er den officielle kalender i Indien og bruges ved siden af den gregorianske kalender.
India har tre nationaldage: Grundlovsdag (engelsk: Republic Day), fejret 26. januar; uafhængighedsdagen, fejret 15. august, og Gandhi Jayanti, Mahatma Gandhis fødselsdag, fejret 2. oktober. Ud over dette er det en opgave for delstaterne at fastsætte offentlige fridage, og disse tager som regel udgangspunkt i religiøse helligdage. Religiøse festdage, som fejres landet rundt, omfatter Eid ul-Adha og Eid ul-Fitr (islam), divali og holi (hinduismen) og langfredag (kristendommen). Andre vigtige helligdage fejret af mange indere er fødselsdagene for Guru Nanak (blandt sikher) og Bhimrao Ramji Ambedkar (blandt kasteløse og sekulære).

### Massemedia
Indiske aviser havde i 2007 et samlet oplagstal på omtrent 99 millioner daglige eksemplarer. Dette gjorde Indien til verdens næst mest avislæsende land efter Folkerepublikken Kina. De vigtigste indiske dagblade omfatter The Times of India, Dainik Bhaskar, Dainik Jagran, Malayala Manorama, The Hindu, Eenadu, Deccan Chronicle, Ananda Bazar Patrika, Amar Ujala og Hindustan Times. Den indiske grundlov garanterer pressefrihed så længe, denne ikke går imod landets "suverænitet og integritet", og Journalister uden grænser rangerede Indien på 105.-plads af 175 lande i sin pressefrihedsindeks for 2009.
Den indiske statsradio kaldes Prasar Bharati og styrer selskaberne Doordarshan (fjernsyn) og All India Radio (radio). Under P. V. Narasimha Raos statsministerperiode i 1990-erne blev det indiske TV-marked dereguleret, og landet har i dag en lang række kanaler, som opererer over kabel og satellit. Pr. 2010 havde nær 130 millioner indiske hjem TV-apparat, svarende til omtrent 60 % af landets husholdninger.

### Ligestilling og familiemønstre
Kvinder og mænd har formelt de samme politiske og økonomiske rettigheder, men på mange samfundsområder er det fortsat langt igen til faktisk ligestilling. Kvindernes rolle i samfundslivet varierer stærkt, blandt andet ud fra deres regionale, religiøse, etniske og økonomiske tilhørsforhold.
Gandhi mobiliserede kvinderne til indsats i frihedskampen og så på lige rettigheder for kvinder og mænd som et centralt element i Indiens videre udvikling.
I 1926 blev All India Women's Conference stiftet, og senere er en række kvindeorganisationer kommet til at spille en betydelig rolle. Kvinderne fik stemmeret i 1949, og landet har i senere år haft en relativt stor andel kvinder i administration og forvaltning. Myndighederne har til dels ført en aktiv ligestillingspolitik.
Indiens kvinder rammes alligevel af tunge hindringer og betragtes ofte som mindreværdige borgere. Traditionen med medgift er en vigtig medvirkende årsag til, at pigebørn er uønskede og ofte bortaborteres. Tilgangen til ultralydsundersøgelser har forstærket denne  tendens, og forholdet mellem fødte piger og drenge er derfor ret skævt. I nogen delstater er antallet af registrerede pigefødsler helt nede i 80% af antallet af drengefødsler.

### Kriminalitet
Almindelige former for organiseret kriminalitet i Indien er narkotikahandel, våbensmugling, hvidvaskning, udpresning, mord mod betaling, bedrageri, menneskesmugling og krypskytteri. Mange kriminelle er også involverede i sort markedshandel, politisk og religiøst motiveret uro, terrorisme og bortførelser. Anden kriminel aktivitet er drab, tyveri og mishandling, samt indbrud og brandstiftelse. Korruption er et mærkbart problem.

### Urbanitet
I løbet af 1900-tallet voksede andelen af indere, som boede i byer kraftigt, og i 2001 havde landet 35 byer med mere end én million indbyggere. Alligevel bor over 70 % af indbyggerne fortsat i landdistrikterne.
Myndighederne har sat i gang omfattende programmer for at mindske fattigdommen og forøge læsefærdigheden, men alligevel lever store mængder af indere i landdistrikter under vanskelige kår. Dette har ført med sig en flugt fra landdistrikterne ind til de større byer, hvilket igen har ført til fremvæksten af store slumområder.
| 1.                                | Mumbai (Bombay)    | Maharashtra    | 21.900.967 |
| 2.                                | Delhi              | -              | 18.916.890 |
| 3.                                | Kolkata (Calcutta) | Vestbengalen   | 15.644.040 |
| 4.                                | Chennai (Madras)   | Tamil Nadu     | 7413.779   |
| 5.                                | Bangalore          | Karnataka      | 6.562.408  |
| 6.                                | Hyderabad          | Andhra Pradesh | 6.383.850  |
| 7.                                | Pune               | Maharashtra    | 5.518.688  |
| 8.                                | Ahmedabad          | Gujarat        | 5.413.622  |
| 9.                                | Kanpur             | Uttar Pradesh  | 3.627.313  |
| 10.                               | Surat              | Gujarat        | 3.244.328  |
| Kilde: bevoelkerungsstatistik.de. |                    |                |            |

## Kultur

### Billedkunst, bygningskunst og museer
Indien har 28 steder, som står på UNESCOs liste over Verdensarven. De to første optagne var Agra fort og Ajanta-grotterne (begge fra 1983), mens et nyere var Jantar Mantar i Jaipur (2010). Af de 28 steder er fem naturområder og 23 menneskeskabte monumenter. I førstnævnte kategori findes blandt andet nationalparker Keoladeo, Kaziranga og Nanda Devi, mens sidstnævnte kategori blandt andet omfatter gravmonomumenterne Taj Mahal og Humayun-graven i Delhi, religiøse steder som Goas kirker og klostre, Qutb-komplekset og Elephanta-grotterne, og ruinbyer som Fatehpur Sikri og Champaner-Pavagadh.

### Mad og drikke
Forskellige typer af krydderier har altid været en hovedbestanddel i indisk mad, og de vigtigste indiske krydderretter er baserede på gurkemeje og koriander. Andre meget brugte kryddertyper er spidskommen og safran. Indiske krydderblandinger går ofte under samlebetegnelsen masala.
I det nordlige Indien er kostholdet i stor grad baseret på hvede, og brødmad (kaldet roti eller chapati) er ret almindelig. Roti og chapati er usyrede og flade, og er ofte tilsat smør (ghee) eller olie. I det sydlige Indien er derimod kostholdet i hovedsagen baseret på ris, med retter som biryani og pilaf. Dhal (krydrede linser, kikærter eller ærter) er populært i hele landet.
Mange indere er vegetarianere af religiøse årsager, og religiøse påbud gør, at der er ringe eller ingen brug af kvæg (hinduer) eller svin (muslimer) i det indiske køkken. De vigtigste kødtyper i Indien er kylling, lam og ged, og kødretter er specielt udbredt i nord der det såkaldte mughlai-køkken er inspireret af det persiske køkken og centralasiatiske madtraditioner. Her bruges lerovnen tandoor til tilberedelse af kød og fisk, og tandooren er også ophavet til den kendte brødtype nan.
Fisk bliver meget brugt i kystnære strøg, især i vest (Malabarkysten). Kerala har den største fiskeindustri, mens både Goa, Orissa og Vestbengalen (sidstnævnte specielt med ferskvandsfisk) er kendt for sine fiskeretter. Af grøntsager bruges det meget kartofler (som i aloo tikki), løg og blomkål, mens citrusfrugter og tropiske frugter også bruges i mange retter.
Indisk  te (chai) laves med store mængder mælk, sukker og krydderier. Den serveres glovarm. I Sydindien er også kaffe udbredt. Af kolde drikke er masala soda (sodavand med lime, krydder, salt og sukker) og yoghurt-drikken lassi udbredt. Af alkoholholdige drikke er øl mest populært, med Kingfisher som markedsleder.

### Film
India er verdens største filmproducent målt i antal film. Indiens mest kendte bidrag i underholdningsbranchen er Bollywood, hvor der produceres flest film hvert år i hele verden. I Bollywood laves der over 1.000 film i året. Bollywood producerer hindisprogede film; der finnes også andre filmselskaber for andre indiske sprog, så som Kollywood for film producerede på tamil, Tollywood for film på telugu og Tollygunge for film på bengali.

### Idræt
Den decideret største idræt i Indien er cricket, da specielt Twenty20-varianten. Den største nationale liga kaldes Indian Premier League (IPL) og blev oprettet i 2008. IPL-sæsonen er intensiv og spilles tidlig på året, når klimaet er gunstigst, og den pengestærke serie tiltrækker sig mange udenlandske stjerner. I 2010 blev Chennai Super Kings IPL-mestre. Det indiske herrelandshold har også haft stor succes internationalt og vandt VM i cricket 2011. De bedste spillere er enormt populære i Indien, og stjerner som Sachin Tendulkar, Virender Sehwag og Harbhajan Singh er nærmest nationalhelte.
Indiens nationalsport er landhockey, og det indiske landshold har otte OL-guld. Storhedstiden var 1928–1956, da Indien vandt seks OL-guld på rad. Det foreløbig sidste guld kom i Moskva i 1980.
Tennis bliver stadig mere populært i Indien, blandt andet på grund af Leander Paes' og Mahesh Bhupathis sejr i Wimbledon Championships 1999. Indien har også en tidligere verdensmester og verdens bedste i skak, Viswanathan Anand. Af de traditionelle indiske idrætter kan nævnes kabaddi, specielt populært i Punjab.